# Loalwa Braz
Loalwa Braz Vieira  (* 3. Juni 1953 in Rio de Janeiro; † 19. Januar 2017  in Saquarema) war eine brasilianische Sängerin und Songwriterin. Als Sängerin der französisch-brasilianischen Popgruppe Kaoma wurde sie 1989 mit dem Lied Lambada weltberühmt, das in elf Ländern den Spitzenplatz der Hitparaden erreichte.

## Leben
Loalwa stammte aus einer Musikerfamilie. Ihr Vater war Orchesterleiter und ihre Mutter Konzertpianistin. Sie lernte ab ihrem vierten Lebensjahr Klavierspielen, ab ihrem 13. Lebensjahr zu singen. Sie lebte danach in Paris und in Genf und zuletzt in der Nähe der Küstenstadt Saquarema, etwa 70 km von Rio de Janeiro entfernt. Sie konnte nie an den Lambada-Erfolg anknüpfen, das Guinness-Buch führt sie dennoch, gemäß ihrer eigenen Webseite, als eine der 20 meistgehörten Stimmen der Welt. Ihre Lieder waren von brasilianischen Rhythmen geprägt, mit denen sie aufgewachsen war.

## Karriere
Der größte Hit ihrer Band Kaoma, Lambada, verkaufte sich als Single über 25 Millionen Mal und erhielt rund 80 Goldene und Platin-Schallplatten. Der gleichnamige Tanz wurde durch das Lied weltweit bekannt. Sie schuf und sang Lieder in vier Sprachen: außer in ihrer Muttersprache Portugiesisch auch auf Englisch, Französisch und Spanisch.

## Tod
In der Nacht zum 19. Januar 2017 wurde ihr Leichnam in einem ausgebrannten Auto in der Nähe ihrer Wohnung aufgefunden. Die Polizei nahm noch am selben Tag drei wegen Mordes an Braz Vieira unter dringendem Tatverdacht stehende Männer fest. Unter den Festgenommenen war der 23-jährige Wächter ihrer kleinen Pension geständig. Im Januar 2018 wurden die drei Männer wegen Einbruch mit Todesfolge zu jeweils 37, 28 und 22 Jahren Gefängnis verurteilt.

## Diskografie
Solo
- Brésil (1989)
- Recomeçar (2003)
- Ensolarado (2011)

mit Kaoma
→ Alben von Kaoma